# Paul Dempsey (Bischof)

Wappen von Paul Dempsey als Bischof von Achonry

Paul Dempsey (* 20. April 1971 in Carlow) ist ein irischer römisch-katholischer Geistlicher und Weihbischof in Dublin.

## Leben
Paul Dempsey wurde in Carlow als jüngstes von vier Kindern geboren. 1978 zog die Familie nach Athy um. Dort besuchte er die Grundschule und die weiterführende Schule der Christian Brothers. Ab 1989 studierte er Philosophie und Katholische Theologie am vom Spiritanerorden geführten Milltown Institute of Theology and Philosophy und später am St. Patrick’s College in Carlow sowie am All Hallows College in Dublin. Am 6. Juli 1997 empfing er in der Cathedral of the Assumption in Carlow durch den Bischof von Kildare und Leighlin, Laurence Ryan, das Sakrament der Priesterweihe für das Bistum Kildare und Leighlin.
Nach der Priesterweihe wirkte Dempsey zunächst als Pfarrvikar in Clane und Rathcoffey (1997–2004) sowie in Kildare (2004–2008). Von 2004 bis 2008 war er zudem Leiter der diözesanen Berufungspastoral und der Jugendseelsorge. In dieser Funktion war er für die Organisation der diözesanen Pilgerfahrten zu den Weltjugendtagen 2005 in Köln und 2008 in Sydney verantwortlich. Daneben war er in dieser Zeit für die Zeitung Leinster Leader und für den Radiosender Kildare FM Radio tätig. 2008 erwarb Dempsey nach weiterführenden Studien am Milltown Institute of Theology and Philosophy mit der Arbeit The Contemporary Irish Catholic Church – A Church in Crisis or in Question? („Die irische katholische Kirche von heute – eine Kirche in der Krise oder in Frage?“) einen Master of Theology mit dem Schwerpunkt Glaube und Kultur. Nach einem Sabbatjahr war er ab 2009 Pfarrvikar in Naas, Sallins und Two-Mile-House sowie in Newbridge, bis er am 1. September 2015 Pfarrer in Newbridge sowie Pfarradministrator der Pfarreien in Caragh und Prosperous wurde. Bereits ab 2014 gehörte Dempsey überdies dem Konsultorenkollegium des Bistums Kildare und Leighlin an und fungierte als Dechant des Dekanats Kildare and Leighlin Nord.
Papst Franziskus ernannte ihn am 27. Januar 2020 zum Bischof von Achonry. Die Bischofsweihe war ursprünglich für den 19. April 2020 vorgesehen, wurde aber wegen der COVID-19-Pandemie aufgeschoben. Der Erzbischof von Tuam, Michael Neary, spendete ihm die Bischofsweihe am 30. August desselben Jahres in der Kathedrale Annunciation of the Blessed Virgin Mary and St. Nathy in Ballaghaderreen. Mitkonsekratoren waren der Apostolische Nuntius in Irland, Erzbischof Jude Thaddeus Okolo, und der Bischof von Kildare und Leighlin, Denis Nulty. Sein Wahlspruch Duc in altum („Fahr hinaus“) stammt aus Lk 5,4 .
Am 10. April 2024 ernannte ihn Papst Franziskus zum Titularbischof von Sita und zum Weihbischof in Dublin.
In der Irischen Bischofskonferenz fungiert Dempsey zudem als Vorsitzender des Rates für die irischen Emigranten. Ferner gehört er der Kommission für die Pastoral und dem Rat für die Kommunikation an.